# 哈扎拉人
哈扎拉人（波斯語：هزاره，Hazāra）是中亞、西亞和南亞一個民族，主要居住在阿富汗中部、伊朗东北部和巴基斯坦西北部（主要是在奎達），拥有突厥-蒙古人血统，以印度-伊朗语族哈扎拉吉語為母語。哈扎拉族大多信奉伊斯兰教什叶派，是阿富汗的人口第三多的民族，人口占全阿人口的9%。还有许多哈扎拉人以难民身份居住在伊朗以及世界各地。

## 名称
“哈扎拉”这个名字来自波斯字语的“哈扎尔”，意思是“一千”，原指蒙古帝国的千人单位部队。但后来这就成了一个民族的名称。

## 历史
最早提到哈扎拉的是莫卧儿帝国开国主巴卑尔在16世纪的回忆录，被描述为居住在喀布尔以西到古爾省，南到加兹尼省的地区。随后萨非王朝的的沙阿·阿巴斯的宫廷史再次提出，同时他们在16至17世纪开始皈依什叶派。18世紀，哈扎拉人與其他種族的人一起被招募到艾哈迈德沙·杜兰尼的軍隊中。

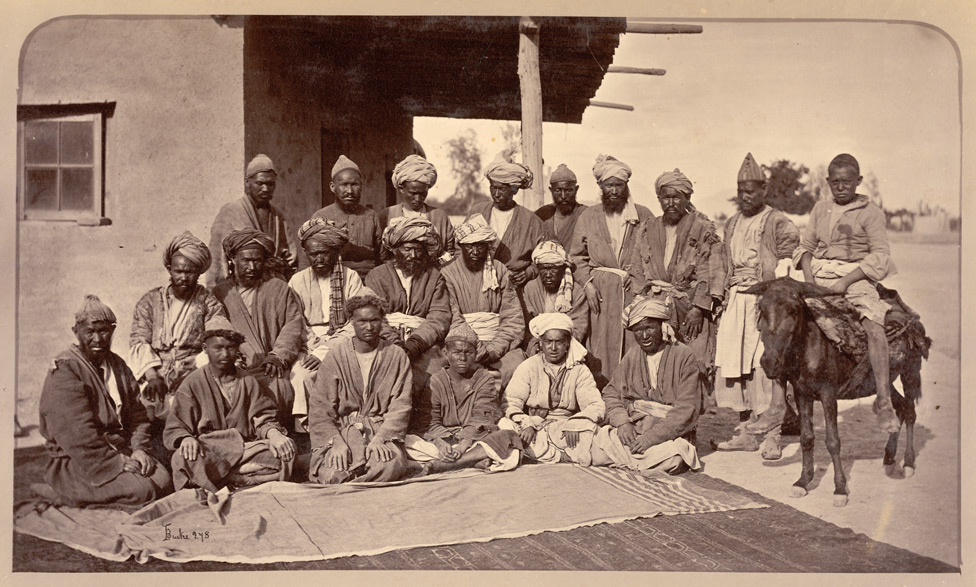
19世紀的哈扎拉人（1879–1880）

自从18世纪中叶现代阿富汗国家形成，哈扎拉人就屡屡受到阿富汗最大的民族普什图族的迫害，很多人从各个地方被迫逃到阿富汗中部山区。这个地区现在被叫做“哈扎拉贾特”。哈扎拉贾特山区以巴米扬为中心，横跨阿富汗的多个省份，占阿富汗领土的三成。
在多斯特·穆罕默德·汗统治的巴拉克宰王朝里，居住在哈扎拉贾特的哈扎拉人被课以重税。但这段时期哈扎拉人还得以部分的地方自治。到了他的孙子阿布杜爾·拉赫曼汗任埃米尔的时期，由于一些哈扎拉支持阿卜杜尔·拉赫曼的叔父，被阿卜杜尔·拉赫曼用军事手段镇压。在1888年和1892年哈扎拉人两次反叛，被配有大英帝国军事顾问的阿卜杜尔·拉赫曼的大军镇压，并遭到血腥屠杀。1893年哈扎拉人再次反叛，并出其不意收复了哈扎拉贾特的大部分地方，但因弹尽粮绝最终再次被阿卜杜尔·拉赫曼镇压。这段时期，半数的哈扎拉人被杀死，很多哈扎拉人的财产被普什图人抢走，以至于被迫流落在各个大城市内寻找谋生之路。阿卜杜尔·拉赫曼对哈扎拉人的残酷统治造成了后世哈扎拉人和普什图人之间长期的民族仇恨。
多斯特·穆罕默德儿子哈比卜拉·汗在1901年继位，大赦所有被迫害的人。但长期的民族隔离政策造成哈扎拉人几乎在整个20世纪都被歧视。
1940年在穆罕默德·查希爾·沙阿的统治下，阿富汗政府对哈扎拉人加税，同时普什图人免税并可以从政府拿到补助，这使得哈扎拉人再次反叛。在政府镇压了这个反叛之后，去掉了这个新税。

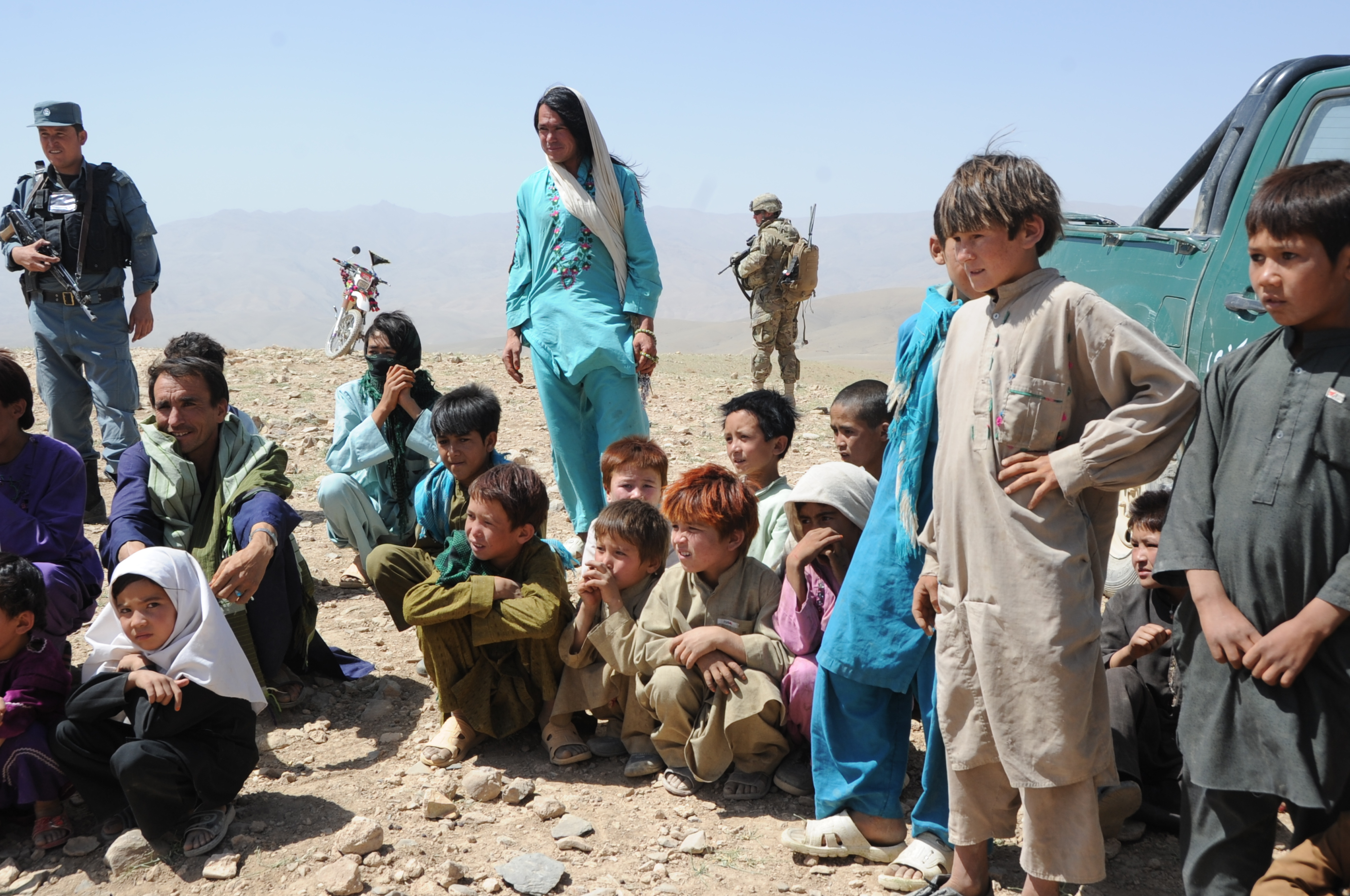
代孔迪省的哈扎拉人在圍觀美國陸軍工程兵檢查當地的工程項目。

1979年苏联占领阿富汗之后，哈扎拉人没有像其他民族一样强烈抵抗，而是自己内部各派互相争斗。最终受到伊朗支持的宗教武装战胜了世俗武装，取得了哈扎拉贾特的控制权。在苏军撤退之后，哈扎拉人分成两派，分别支持和反对拉巴尼政府。在1996年塔利班占领喀布尔之后，哈扎拉人团结一致，和北方联盟联合。但在1998年哈扎拉贾特被塔利班占领，大量哈扎拉人被普什图人为主的塔利班杀害。
2001年美国遭到九一一袭击事件之后，因为认为塔利班庇护基地组织，美国出兵阿富汗，瓦解了塔利班在阿富汗的统治。哈扎拉人得到前所未有的权利，包括接受高等教育、参军等。哈扎拉人哈吉·默罕默德·马哈吉吉还参加了2004年的阿富汗总统选举。

## 语言
哈扎拉人使用哈扎拉吉語，这是一种接近于阿富汗人普遍使用的达里语的波斯语方言。和其他波斯语方言相比，哈扎拉语有很多蒙古语和突厥语的词汇。尤其是戴孔迪省等地的哈扎拉语有大量的蒙古语影响。而在喀布尔和马扎里沙里夫的哈扎拉人则很少使用哈扎拉语，而是操喀布尔方言。在西部赫拉特等地的哈扎拉人则是使用科拉撒尼语。在巴基斯坦的哈扎拉人经常使用乌尔都语和英语。

## 宗教
哈扎拉人为穆斯林，大多数伊斯兰教什叶派（十二伊玛目派和伊斯玛仪派）。但也有少量逊尼派。

## 人口
哈扎拉人的总数大约有350万到400万，其中在阿富汗有287万，伊朗有28万（不包括近年的难民），巴基斯坦18万。此外在澳大利亞、新西蘭、加拿大、美國、英國等西方国家，特別是北歐國家，如瑞典和丹麥，有顯著的哈扎拉人社區。也有去蒙古國讀書的哈扎拉人。

## 起源观点

### 人种基因
有观点认为哈扎拉人大多是东亚人种的后代（有一些高加索人种基因）。基因研究表明他们和艾马克人以及塔吉克人、烏茲別克人血缘最接近。在巴基斯坦的哈扎拉人中有41.7％的 C3（蒙古起源），33.3％的R1b1b，Q1 和 O3 分别为 8.3％，R2 和 J2a分别为 4.1％。基本上可以确定 R2 和 J2a 为迁徙到阿富汗以后融入的部分，而 C3，Q1和 O3 来自东亚。R1b1b可能來自中亚或中東，或者更加东面的地方，例如新疆。

### 起源理论
至少有三种哈扎拉人如何形成的理论：蒙古人的后裔、当地的中亚人、以及混血。这些说法都被学者和哈扎拉人自己普遍接受。
一些哈扎拉人自认为是成吉思汗的男性直系后代。不管这是否正确，因为哈扎拉人确实有部分的蒙古人的外貌特征、语言、文化的共同之处，哈扎拉人有蒙古人的血统的说法是普遍被接受的。大约三分之二的哈扎拉男性的Y染色体携带一种蒙古人特有的基因。同时，在阿富汗大部分其他民族都信奉伊斯兰教逊尼派的同时，哈扎拉人信奉什叶派，这和蒙古帝国的伊兒汗國自完者都开始信奉什叶派不无关系。而且月氏说汉藏语系的羌族语言，可以贡献了单倍群O。
另一种说法是哈扎拉人是当地月氏貴霜人的后裔。这个在阿富汗的古代民族曾经建造了著名的巴米扬大佛。支持这种说法的人从巴米扬佛像和哈扎拉人的面部特征的相似之中找到证据。然而反对这种说法人给出的证据是贵霜人是吐火罗，而且史书上说由于蒙古帝国在进攻巴米扬时候成吉思汗的一个孙子战死（察合台儿子木阿禿干），以至于巴米扬被彻底屠城，当地被迁徙来的蒙古人占据。
至于蒙古人和当地人混血的起源说法，也有几个版本。有的说是欽察汗國的蒙古人和伊朗东部的人融合；有的则说是察合台汗國的蒙古人以及伊兒汗國、帖木兒帝國等地的蒙古人后裔和当地的波斯人融合。
还有一說法：哈扎拉人是不同時期來到阿富汗的突厥語部落與當地人融合而成。

## 其他
哈扎拉人阿巴斯·阿里扎達因为形象酷似美籍华人影星李小龙而被人称为“阿富汗的李小龙”
隨著蒙古帝國的衰弱，哈扎拉人越來越多地被趕出了東北肥沃的山谷。結果，哈扎拉人發現自己被擠進了阿富汗中部的山區。哈扎拉人過著遊牧或半遊牧的生活方式。遊牧民住在覆蓋著毛氈的小屋裡。大部分人居住在山坡上的大型部落定居點。這些村莊被泥牆包圍，四個角落都有瞭望塔。富人住宅類似於蒙古包，窮人住在覆蓋著稻草的泥屋裡。

## 延伸閱讀
- Monsutti, Alessandro. . Routledge, New York: Routledge. 2005. ISBN 0-415-97508-5. translated by Patrick Camiller （英语）.
- Mousavi, Sayed Askar.  (PDF). Richmond, New York: St. Martin's Press. 1998 [1997]  [2018-08-04]. ISBN 0-312-17386-5. （原始内容存档 (PDF)于2018-08-04）.
- Frederiksen, Birthe; Nicolaisen, Ida. . Carlsberg Foundation's Nomad Research Project. London: Thames and Hudson. 1996. ISBN 0-500-01687-9.
- Poladi, Hassan. . Stockton, California: Mughal Publishing Company. 1989. ISBN 0-929824-00-8.
- Kakar, M. Hasan. . New York: Afghanistan Council, Asia Society. 1973. OCLC 1111643.
- Mousavi, Syed Askr. . St. Martin's Press. 1997. ISBN 0-312-17386-5.
- Harpviken, Kristian Berg.  (PDF). Rapportserien ved Sosiologi, Nr. 9 1996. Oslo: Institutt for Sosiologi, Universitetet i Oslo.   [2018-08-04]. ISBN 82-570-0127-9. （原始内容 (PDF)存档于2011-09-27）.
- S. H. Ali; M. S. Javed. .   [2018-08-04]. （原始内容存档于2014-10-12）.

## 外部連結
- 爲什麽我們該死？——紐約時報中文版 （页面存档备份，存于）
- Mongolia: Afghanistan’s Minority Hazara Students Find Peace in Ulaanbaatar （页面存档备份，存于）
- Hazara tribal structure（页面存档备份，存于）, Program for Culture and Conflict Studies, US Naval Postgraduate School
- "The Outsiders: Afghanistan's Hazaras"（页面存档备份，存于）—National Geographic
- Peril and Persecution in Afghanistan（页面存档备份，存于） – Foreign Policy (2015 situation of Hazaras in Hazarajat)